# Elecciones generales de Guyana de 2020
Las elecciones generales se celebraron en Guyana en el 2 de marzo de 2020 después de que el gobierno de David Granger perdiera un voto de no confianza por un margen de 33 a 32 el 21 de diciembre de 2018. El gobierno tenía mayoría por un asiento desde las elecciones de 2015 pero uno de sus parlamentarios, Charrandas Persaud de la Alianza para el Cambio, votó con la oposición.
El 19 de enero de 2019, el opositor Partido Progresista del Pueblo eligió al exministro de Vivienda, Irfaan Ali, como su candidato presidencial.

## Sistema electoral
Los 65 miembros de la Asamblea Nacional son elegidos mediante la representación proporcional por lista cerrada de un distrito electoral de 40 escaños a nivel nacional y 10 distritos electorales subnacionales con un total de 25 escaños. Los asientos se asignan utilizando la cuota Hare.
El líder del partido o coalición que emerge con el mayor número de escaños en la elección se convertirá en el Presidente de Guyana.

## Resultados
Si bien los primeros resultados oficiales dieron la victoria al bloque liderado por el Congreso Nacional del Pueblo, posteriormente se detectaron irregularidades en el escrutinio que obligaron a realizar un recuento. Los resultados del recuento arrojaron una victoria del Partido Progresista del Pueblo liderado por Irfaan Ali, quien subsecuentemente asumió la Presidencia el 2 de agosto.
|                                                                          |                                      |                      |                      |          |          |         |       |  |  |
| Partido                                                                  | Partido                              | Resultados Iniciales | Resultados Iniciales | Recuento | Recuento | Escaños | +/–   |  |  |
| Partido                                                                  | Partido                              | Voto                 | %                    | Votos    | %        | Escaños | +/–   |  |  |
|                                                                          | Partido Progresista del Pueblo       | 229,481              | 48.26                | 233,336  | 50.69    | 33      | +1    |  |  |
|                                                                          | APNU–AFC                             | 236,928              | 49.82                | 217,920  | 47.34    | 31      | –2    |  |  |
|                                                                          | Partido de la Libertad y la Justicia | 2,667                | 0.56                 | 2,657    | 0.58     | 1       | Nuevo |  |  |
|                                                                          | Una Nueva y Unida Guyana             | 2,286                | 0.48                 | 2,313    | 0.50     | 1       | Nuevo |  |  |
|                                                                          | El Nuevo Movimiento                  | 227                  | 0.05                 | 244      | 0.05     | 1       | Nuevo |  |  |
|                                                                          | Cambia Guyana                        | 2,030                | 0.43                 | 1,953    | 0.42     | 0       | Nuevo |  |  |
|                                                                          | Partido de la República Popular      | 864                  | 0.18                 | 889      | 0.19     | 0       | Nuevo |  |  |
|                                                                          | La Iniciativa Ciudadana              | 680                  | 0.14                 | 680      | 0.15     | 0       | Nuevo |  |  |
|                                                                          | Partido Republicano Unido            | 393                  | 0.08                 | 360      | 0.08     | 0       | 0     |  |  |
| Votos inválidos/en blanco                                                | Votos inválidos/en blanco            | 3,897                | –                    | 4,211    | –        | –       | –     |  |  |
| Total                                                                    | Total                                | 479,453              | 100                  | 464,563  | 100      | 65      | 0     |  |  |
| Electores registrados/Participación                                      | Electores registrados/Participación  | 661,378              | 72.49                | 661,378  | 70.24    | –       | –     |  |  |
| Fuentes: GECOM Archivado el 22 de marzo de 2020 en Wayback Machine., TCI |                                      |                      |                      |          |          |         |       |  |  |

### Resultados por Región
| Región | APNU-AFC | APNU-AFC | APNU-AFC | PPP     | PPP   | PPP     | LJP   | LJP  | ANUG  | ANUG | TNM   | TNM  | LJP+ANUG+TNM | LJP+ANUG+TNM | LJP+ANUG+TNM | Cuota Hare | Votos Totales | Escaños Totales |
| Región | Votos    | %        | Escaños  | Votos   | %     | Escaños | Votos | %    | Votes | %    | Votos | %    | Votos        | %            | Escaños      | Cuota Hare | Votos Totales | Escaños Totales |
| --- | -------- | -------- | -------- | ------- | ----- | ------- | ----- | ---- | ----- | ---- | ----- | ---- | ------------ | ------------ | ------------ | ---------- | ------------- | --------------- |
| Barima-Waini                                                                                               | 3,909    | 32.28    | 1        | 8,002   | 66.07 | 1       | 170   | 1.40 | 0     | 0.00 | 0     | 0.00 | 170          | 1.40         | 0            | 6056       | 12,111        | 2               |
| Pomeroon-Supenaam                                                                                          | 7,340    | 27.57    | 1        | 18,785  | 70.56 | 1       | 121   | 0.45 | 85    | 0.32 | 0     | –    | 206          | 0.77         | 0            | 13311      | 26,621        | 2               |
| Islas Esequibo-Demerara Occidental                                                                         | 23,808   | 32.80    | 1        | 47,851  | 65.92 | 2       | 0     | –    | 302   | 0.42 | 56    | 0.08 | 358          | 0.49         | 0            | 24197      | 72,592        | 3               |
| Demerara-Mahaica                                                                                           | 116,941  | 57.87    | 4        | 80,920  | 40.04 | 3       | 755   | 0.37 | 1426  | 0.71 | 135   | 0.07 | 2316         | 1.15         | 0            | 28868      | 202,077       | 7               |
| Mahaica-Berbice                                                                                            | 14,502   | 43.79    | 1        | 18,326  | 55.33 | 1       | 0     | –    | 88    | 0.27 | 10    | 0.03 | 98           | 0.30         | 0            | 16560      | 33,119        | 2               |
| Berbice Oriental-Corentyne                                                                                 | 20,399   | 31.59    | 1        | 43,440  | 67.28 | 2       | 0     | –    | 164   | 0.25 | 16    | 0.02 | 180          | 0.28         | 0            | 21522      | 64,567        | 3               |
| Cuyuni-Mazaruni                                                                                            | 4,813    | 50.18    | 1        | 3,728   | 38.87 | 1       | 884   | 9.22 | 77    | 0.80 | 0     | –    | 961          | 10.02        | 0            | 4796       | 9,592         | 2               |
| Potaro-Siparuni                                                                                            | 2,152    | 46.13    | 1        | 2,052   | 43.99 | 0       | 450   | 9.65 | 0     | –    | 11    | 0.24 | 461          | 9.88         | 0            | 4665       | 4,665         | 1               |
| Alto Tacutu-Alto Esequibo                                                                                  | 4,887    | 39.86    | 0        | 7,070   | 57.66 | 1       | 277   | 2.26 | 0     | –    | 0     | –    | 277          | 2.26         | 0            | 12261      | 12,261        | 1               |
| Alto Demerara-Berbice                                                                                      | 19,169   | 84.27    | 2        | 3,162   | 13.90 | 0       | 0     | –    | 171   | 0.75 | 16    | 0.07 | 187          | 0.82         | 0            | 11374      | 22,747        | 2               |
| Total de Escaños                                                                                           | 217,920  | 47.34    | 31       | 233,336 | 50.69 | 33      | 2657  | 0.58 | 2313  | 0.50 | 244   | 0.05 | 5214         | 1.13         | 1            | 7082       | 460,352       | 65              |
| Escaños Regionales                                                                                         |          |          | 13       |         |       | 12      |       |      |       |      |       |      |              |              | 0            |            |               | 25              |
| Escaños Nacionales                                                                                         |          |          | 18       |         |       | 21      |       |      |       |      |       |      |              |              | 1            |            |               | 40              |
| Fuente: The Citizenship Initiative Guyana Election Law Archivado el 9 de junio de 2020 en Wayback Machine. |          |          |          |         |       |         |       |      |       |      |       |      |              |              |              |            |               |                 |